# Episodi de I Muppet
La prima e unica stagione della serie televisiva I Muppet è stata trasmessa negli Stati Uniti per la prima volta dall'emittente ABC dal 22 settembre 2015 al 1º marzo 2016.
In Italia la stagione è andata in onda sul canale satellitare Fox dal 12 dicembre 2015 al 6 maggio 2016.
| nº | Titolo originale          | Titolo italiano            | Prima TV USA      | Prima TV Italia  |
| -- | ------------------------- | -------------------------- | ----------------- | ---------------- |
| 1  | Pig Girls Don't Cry       | Le maialine non piangono   | 22 settembre 2015 | 12 dicembre 2015 |
| 2  | Hostile Makeover          | Partner ingombrante        | 29 settembre 2015 | 12 dicembre 2015 |
| 3  | Bear Left Then Bear Write | Scambio senza ricambio     | 6 ottobre 2015    | 19 dicembre 2015 |
| 4  | Pig Out                   | Stella solitaria           | 13 ottobre 2015   | 19 dicembre 2015 |
| 5  | Walk the Swine            | Accompagnamento suino      | 27 ottobre 2015   | 26 dicembre 2015 |
| 6  | The Ex-Factor             | L'Ex Factor                | 3 novembre 2015   | 26 dicembre 2015 |
| 7  | Pig's in a Blackout       | Blackout                   | 10 novembre 2015  | 4 marzo 2016     |
| 8  | Too Hot to Handler        | Troppo calda per un freddo | 17 novembre 2015  | 11 marzo 2016    |
| 9  | Going, Going, Gonzo       | Impara a volare            | 1º dicembre 2015  | 18 marzo 2016    |
| 10 | Single All the Way        | Single Bell                | 8 dicembre 2015   | 25 marzo 2016    |
| 11 | Swine Song                | Canzone della maialina     | 2 febbraio 2016   | 1º aprile 2016   |
| 12 | A Tail of Two Piggies     | Svelate la coda            | 9 febbraio 2016   | 8 aprile 2016    |
| 13 | Got Silk?                 | Hai un drappo?             | 16 febbraio 2016  | 15 aprile 2016   |
| 14 | Little Green Lie          | Arriva il nipotino         | 23 febbraio 2016  | 22 aprile 2016   |
| 15 | Generally Inhospitable    | Show dall'ospedale         | 1º marzo 2016     | 29 aprile 2016   |
| 16 | Because...Love            | Perché... l'amore!         | 1º marzo 2016     | 6 maggio 2016    |

## Le maialine non piangono
- Diretto da: Randall Einhorn
- Scritto da: Bill Prady e Bob Kushell

### Trama
I Muppet sono in difficoltà: Miss Piggy non vuole Elizabeth Banks come ospite del suo show, e Kermit la Rana deve trovare una guest star che vada bene a Miss Piggy. Intanto Fozzie cerca di ottenere l'approvazione dei genitori di Becky, la sua fidanzata, nonostante egli sia un orso. Alla fine Miss Piggy accetta di avere Banks come ospite, e gli Imagine Dragons cantano il loro singolo "Roots".
- Guest star: Elizabeth Banks (sé stessa), Tracy Anderson (sé stessa), Tom Bergeron (sé stesso), Imagine Dragons (sé stessi), Meagan Fay (Holly), Jere Burns (Carl), Riki Lindhome (Becky), Nilla Watkins (Kim), Layla Alizada (Betty)
- Ascolti USA: telespettatori 9 010 000 – rating/share (18-49 anni) 2.9/10[3]
- Ascolti ITALIA: telespettatori 184 285

## Partner ingombrante
- Diretto da: Randall Einhorn
- Scritto da: Bill Prady e Bob Kushell
- Guest star: Josh Groban (sé stesso), Laurence Fishburne, Jay Leno, Lea Thompson, Reza Aslan
- Ascolti USA: telespettatori 5 780 000 – rating/share (18-49 anni) 2/7[4]
- Ascolti ITALIA: telespettatori 176 982

## Scambio senza ricambio
- Diretto da: Randall Einhorn
- Scritto da: Bill Prady e Bob Kushell (storia), Dave Caplan & Gregg Mettler (teleplay)
- Guest star: Christina Applegate (sé stessa), Nick Offerman (sé stesso), Liam Hemsworth (sé stesso), Chris Jai Alex (poliziotto)